# Az Igazság Ligája – Az új küldetés
Az Igazság Ligája – Az új küldetés (eredeti cím: Justice League: The New Frontier) egész estés amerikai 2D-s számítógépes animációs film, amely eredetileg DVD-n jelent meg. A forgatókönyvet Stan Berkowitz és Darwyn Cooke írta, az animációs filmet Dave Bullock rendezte, a zenéjét Kevin Manthei szerezte, a producere Bruce Timm volt. Amerikában 2008. február 26-án DVD-n adták ki.
Magyarországon a televízióban először 2009. február 3-án adta le az HBO, majd 2014. január 4-én az RTL Klubon is leadták, 2017. december 7-én pedig DVD-n is megjelent.

## Cselekmény
A történet a hidegháború idején játszódik, ahol egy rejtélyes lény érkezik azzal a céllal, hogy elpusztítsa a világot. A lény ellen a hősök egyedül nem elegek, ezért összefognak, hogy létrehozva az Igazság Ligáját együtt szálljanak szembe a teremtmény ellen. A film középpontjában leginkább a Mars utolsó túlélője, J'onn Marsbéli Fejvadásszá válása és a pilóta Hal Jordan Zöld Lámpássá válása van.

## Szereplők
| Szerep             | Eredeti hang        | Magyar hang           |
| ------------------ | ------------------- | --------------------- |
| Superman           | Kyle MacLachlan     | Kolovratnik Krisztián |
| Batman             | Jeremy Sisto        | Dányi Krisztián       |
| Csodanő            | Lucy Lawless        | Czirják Csilla        |
| Zöld Lámpás        | David Boreanaz      | Varga Gábor           |
| Villám             | Neil Patrick Harris | Moser Károly          |
| Marsbéli Fejvadász | Miguel Ferrer       | Láng Balázs           |
| Ace Morgan         | John Heard          | Megyeri János         |
| Rick Flag          | Lex Lang            | Király Adrián         |
| King Faraday       | Phil Morris         | Galbenisz Tomasz      |
| Lois Lane          | Kyra Sedgwick       | Szabó Gertrúd         |
| Carol Ferris       | Brooke Shields      | Nádasi Veronika       |
| Abin Sur           | Corey Burton        | Maday Gábor           |
| Dr. Magnus         | Townsend Coleman    | Tokaji Csaba          |
| Iris West          | Vicki Lewis         | Kokas Piroska         |
| Fagy Kapitány      | James Arnold Taylor | Csuha Lajos           |

## Televíziós megjelenések
HBO, RTL Klub, Cartoon Network